# Ipê (Rio Grande do Sul)
Ipê é um município localizado na Serra Gaúcha. A cidade faz parte do estado do Rio Grande do Sul, no sul do Brasil. Sendo intitulada como Capital Nacional da Agricultura Ecológica pela Lei Nº 12.238 de 19 de maio de 2010.

## Geografia
Localiza-se a uma latitude 28º49'12" sul e a uma longitude 51º16'45" oeste, estando a uma altitude de 750 metros.
Possui uma área de 599,36 km² e sua população estimada em 2022 era de 5.325 habitantes.
Ipê é um dos municípios que localizam-se na Região da Uva e Vinho, onde há uma grande presença de parreirais no sul do município.

#### Hidrografia
Ipê também é o local de nascente do Rio Leão, um importante rio da região que contribui para o ecossistema local e o abastecimento hídrico. A nascente está situada em uma área de vegetação nativa, característica da mata atlântica, reforçando o papel do município na preservação ambiental.

#### Dialetos
- Português brasileiro
- Talian

## História
O município de Ipê tem suas raízes na virada do século XIX, por volta de 1880, quando tropeiros vindos dos campos de Vacaria passavam e faziam pouso na região enquanto seguiam rumo a São Leopoldo, atravessando a Serra do Rio das Antas. Naquela época, as vastas florestas que cobriam as terras de Ipê permaneciam praticamente intocadas, com a exceção dos povos indígenas que habitavam a região e se alimentavam dos recursos naturais.
Gradualmente, fazendeiros começaram a ocupar a área, plantando milho e construindo casebres. Muitos dos primeiros habitantes eram luso-brasileiros, descendentes de escravos dos criadores de gado. Esses casebres eram estruturas simples, geralmente feitas de chão batido e tábuas rachadas, com telhados de tabuinhas.
Mais tarde, imigrantes italianos, provenientes de São Sebastião do Caí, chegaram à região de Ipê. Para chegar lá, eles navegavam de barco até o Campo dos Bugres (atual Caxias do Sul) e depois seguiam a pé ou a cavalo pela serra, estabelecendo-se nas colônias de Antônio Prado e nas proximidades do que viria a ser o município de Ipê.
Os imigrantes italianos contribuíram para o crescimento e prosperidade da região. Em 31 de dezembro de 1890, a Câmara Municipal de Vacaria criou o 4º Distrito, que, devido à presença abundante da exuberante árvore do Ipê, passou a ser chamado de Vila Ipê.
Com o tempo, a comunidade cresceu e começaram a surgir ideias de emancipação. Em 1985, o Frei Augusto Denardi, então pároco da Paróquia São Luiz Rei, iniciou a formação da Comissão Comunitária Pró-Emancipação. Em 6 de setembro de 1985, uma reunião realizada no Clube Ideal com líderes e moradores de Vila Ipê, Vila Segredo e Vila São Paulo, que eram respectivamente o 4º, 9º e 11º distritos de Vacaria, escolheu a Comissão de Emancipação, com os seguintes membros: Osmar Vargas dos Santos (Presidente), Frei Casimiro Zaffonato (Vice-Presidente), Cirilo Ciotta (1º Secretário), Carlos Antonio Zanotto (2º Secretário), Uldérico Marcon (1º Tesoureiro), Darci Luiz Lovatel (2º Tesoureiro), Delvino Magro (Subcomissão de Vila Segredo), Luiz Antônio Salvador (Subcomissão de Vila São Paulo).
Em 21 de setembro de 1987, o resultado do plebiscito proclamou a vitória do SIM, com 2.604 votos a favor e 465 contra o NÃO. Em 15 de dezembro de 1987, o então Governador Pedro Simon promulgou a Lei 8.482, que criou o Município de Ipê. Este município foi constituído pelos distritos de Vila Ipê, Vila Segredo e Vila São Paulo, que antes faziam parte do município de Vacaria. A sede do novo município foi estabelecida em Vila Ipê.
Em 1º de janeiro de 1989, o Município de Ipê foi instalado administrativamente, com o Sr. Protázio Duarte Guazzelli como o primeiro prefeito eleito.
O gentílico para os habitantes de Ipê é "ipeense."

#### Formação Administrativa
- O distrito de São Luiz de França foi criado pelo ato municipal nº 696, de 31-12-1890, subordinado ao município de Vacaria.
- Em 1938, o distrito passou a se chamar Colônia São Luís de França.
- Em 1938, o distrito tomou o nome de Ipê.
- Nas divisões administrativas de 1960, 1983, 1993 e 2007, o distrito de Ipê permaneceu sob a jurisdição do município de Vacaria.
- Em 1987, foi promulgada a Lei 8.482, que criou o Município de Ipê, desmembrado de Vacaria. O município incluiu os distritos de Vila Ipê, Vila Segredo e Vila São Paulo. A sede do novo município ficou em Vila Ipê.
- A instalação administrativa do Município de Ipê ocorreu em 1º de janeiro de 1989.

### Nomenclaturas
| Nomenclaturas   | Anos |
| --------------- | ---- |
| Formigueiro1[›] | 1886 |
| São Luiz        | 1890 |
| Vila Ipê        | 1936 |
| Ipê*            | 1987 |

^ 1: Nomenclatura Racista dada pelos imigrantes italianos

## Política
| Nº  | Nome                     | Início do mandato | Fim do mandato | Observações                         |
| --- | ------------------------ | ----------------- | -------------- | ----------------------------------- |
| 1   | Protázio Duarte Guazzeli | 1989              | 1992           |                                     |
| 2   | Enaudy Sartor            | 1993              | 1996           |                                     |
| 3   | Darci Zanotto            | 1997              | 2000           |                                     |
| 4   | Darci Zanotto            | 2001              | 2004           |                                     |
| 5   | Carlos Antônio Zanotto   | 2005              | 2008           |                                     |
| 6   | Carlos Antônio Zanotto   | 2000              | 2012           |                                     |
| 7   | Valerio Ernesto Marcon   | 2013              | 2016           |                                     |
| 8   | Valerio Ernesto Marcon   | 2017              | 2020           |                                     |
| 9   | Cassiano de Zorzi Caon   | 2021              | *2023 a[›]     | Mandato Incompleto                  |
| 9.1 | José Mário Grazziotin    | 2023              | 2024           | Posse da Prefeitura ao Vice de Caon |
| 10  | José Mário Grazziotin    | 2025              | 2028           |                                     |

^ a: Falecimento do Prefeito em meio ao mandato

## Subdivisões
| Distrito       | População |
| -------------- | --------- |
| Ipê            | 3700      |
| Vila São Paulo | 800       |
| Vila Segredo   | 1200      |

Vila São Paulo
Fundada como distrito em 5 de agosto de 1953, abrangendo uma área de 180 km². A paisagem deste distrito é caracterizada por terrenos montanhosos, com pequenos e minifúndios rurais predominantes. Propriedades maiores são raras, principalmente na área plana, conhecida Cerca de 95% da população de Vila São Paulo está envolvida em atividades agropecuárias, enquanto 2% está ligada ao comércio, 2% à indústria e 1% à prestação de serviços. Na sede do 3º Distrito, que é Vila São Paulo, existe uma variedade de estabelecimentos comerciais, de serviços e industriais para atender à população.
Vila Segredo
Constituída como distrito em 7 de fevereiro de 1924, cobrindo uma área de 295 km². A região é caracterizada por seu terreno montanhoso, composto principalmente por pequenos e minifúndios rurais. Cerca de 90% da população de Vila Segredo está envolvida em atividades agropecuárias, 2% no comércio, 3% na indústria e 5% na prestação de serviços. A principal fonte de renda para o distrito é o cultivo de maçãs e uvas, que são culturas permanentes e bem adaptadas à topografia acidentada da região. Assim como em Vila São Paulo, a sede do 2º Distrito, que é Vila Segredo, possui uma variedade de estabelecimentos comerciais, de serviços e industriais.

Foto aérea de Ipê nos anos 2000.